# صول (الجيزة)
قرية صول هي إحدى القرى التابعة لمركز أطفيح في محافظة الجيزة في جمهورية مصر العربية. حسب إحصاءات سنة 2006، بلغ إجمالي السكان في صول 26314 نسمة، منهم 13949 رجل و12365 امرأة. اندلعت فتنة طائفية بالقرية في مارس 2011، بعد إشاعة عن علاقة بين شاب قبطي وفتاة مسلمة، مما أثار حفيظة السكان. تطوّر الوضع سريعًا ليطال حرق كنيسة الشهيدين في القرية، وأسفر عن مقتل اثنين من المسيحيين. ردًّا على ذلك، نظم المسيحيون اعتصامًا أمام مبنى ماسبيرو للمطالبة بالتصدي للعنف الطائفي، التقى رئيس الحكومة بالمعتصمين وتعهدت القوات المسلحة بإعادة بناء الكنيسة على نفقة الدولة.